# Sürgavere
Sürgavere – wieś w Estonii, w prowincji Viljandi, w gminie Suure-Jaani.
Znajduje się tu przystanek kolejowy Sürgavere, położony na linii Tallinn – Viljandi.